# Sainte-Hélène-Bondeville
Sainte-Hélène-Bondeville är en kommun i departementet Seine-Maritime i regionen Normandie i norra Frankrike. Kommunen ligger i kantonen Valmont som tillhör arrondissementet Le Havre. År 2022 hade Sainte-Hélène-Bondeville 698 invånare.

## Befolkningsutveckling
Antalet invånare i kommunen Sainte-Hélène-Bondeville
| Referens: INSEE |